# Nelson Mandela Mbouhom
Nelson Mandela Mbouhom (* 4. Mai 1999 in Douala) ist ein kamerunischer Fußballspieler. Größere Bekanntheit erlangte Mbouhom im Herbst 2015 durch einen Artikel des Spiegel, der sich anhand seines Lebenslaufs mit dem „Kinderhandel“ afrikanischer Talente im Fußball auseinandersetzte.

## Karriere
Mbouhom wurde als jüngstes von sieben Kindern im kamerunischen Douala geboren. Im Alter von acht Jahren wurde er von einem Scout der Eto’o-Stiftung von Samuel Eto’o zu einem Probetraining eingeladen. Nachdem Mbouhoms Mutter die Vormundschaft an Mitarbeiter der Stiftung abgetreten hatte, flog er mit neun Jahren nach Spanien und wurde in La Masia, der Jugendakademie des FC Barcelona, aufgenommen. Nach zwei Jahren wurde Mbouhom aussortiert und mit elf Jahren von einem Spielerberater in der Jugend von Real Valladolid untergebracht. Da er sich dort nicht wohl fühlte, zog er zu seinem Bruder nach Paris. Mbouhom absolvierte ein Probetraining bei Paris Saint-Germain, bei dem er allerdings durchfiel. Der Vater seines Mitspielers Georgios Spanoudakis, mit dem er in La Masia ein Zimmer geteilt hatte, vermittelte Mbouhom anschließend ein Probetraining bei der TSG 1899 Hoffenheim, für die er in der Saison 2012/13 spielte. Zur Saison 2013/14 wechselte er in die C-Jugend (U15) von Eintracht Frankfurt. Mit ihr gewann Mbouhom die süddeutsche Meisterschaft. Beim 4:3-Sieg im Finale gegen den FC Bayern München erzielte er einen Hattrick. Da Mbouhom lediglich eine Aufenthaltserlaubnis für Frankreich hatte, konnte er in der Saison 2014/15 keine Pflichtspiele bestreiten und zwischenzeitlich nicht am Training teilnehmen. Nachdem der Vater von Spanoudakis seine Vormundschaft übernommen und Mbouhom eine Aufenthaltserlaubnis erhalten hatte, lief er in den Spielzeiten 2015/16 und 2016/17 in der B-Junioren- und A-Junioren-Bundesliga auf.
Zur Saison 2017/18 erhielt Mbouhom seinen ersten Profivertrag mit einer Laufzeit bis zum 30. Juni 2019 und rückte in den Profikader von Niko Kovač auf. Zum Einsatz kam er weiterhin in der A-Jugend, für die er in jener Spielzeit letztmals spielberechtigt war. Im Oktober 2017 zog sich Mbouhom einen Kreuzbandriss, einen Teilriss des Innenbandes sowie eine Läsion des Außenmeniskus zu. Bis zum Saisonende kam er nicht mehr zum Einsatz. Im Mai 2018 gewann Mbouhom mit der Eintracht nach einem 3:1-Finalsieg gegen den FC Bayern München den DFB-Pokal. Im August 2018 wurde Mbouhom vom neuen Trainer Adi Hütter mit sechs weiteren Spielern aus dem Kader gestrichen und in eine separate Trainingsgruppe versetzt. Anfang September 2018 wurde er gemeinsam mit den übrigen vier Spielern, die bis zum Ende der Transferperiode keinen neuen Verein gefunden hatten, wieder in das Mannschaftstraining integriert. Nachdem Mbouhom in der gesamten Saison 2018/19 zu keinem Pflichtspieleinsatz gekommen war, verließ er den Verein mit seinem Vertragsende.
Ende August 2019 unterschrieb der Kameruner einen Einjahresvertrag bei den in die Regionalliga West abgestiegenen Sportfreunden Lotte. Er kam in der Saison 2019/20 auf drei Einwechslungen, ehe die Spielzeit ab März 2020 aufgrund der COVID-19-Pandemie nicht mehr fortgeführt werden konnte.
Zur Saison 2020/21 wechselte der 21-Jährige in die Regionalliga Südwest zum FC Bayern Alzenau. Er kam beim Verein aus Bayern, der dem hessischen Fußballverband angehört, lediglich zu vier Einwechslungen. Am Jahresende 2020 trennten sich Mbouhom und der Verein, der mangelnde Fitness als Grund für seinen ausbleibenden Durchbruch in der Regionalligamannschaft angab.
Im September 2022 schloss sich Mbouhom dem FC Mecklenburg Schwerin in der fünftklassigen Oberliga Nordost an. Mit den Schwerinern stieg er am Ende der Saison 2022/23 in die Verbandsliga Mecklenburg-Vorpommern ab.

## Erfolge
- DFB-Pokal-Sieger: 2018 (ohne Einsatz)
- Süddeutscher C-Junioren-Meister: 2014

## Sonstiges
Sein Vorname Nelson Mandela ist angelehnt an den 2013 verstorbenen südafrikanischen Politiker und Aktivisten gleichen Namens.